# Wielkopolska Huta Miedzi

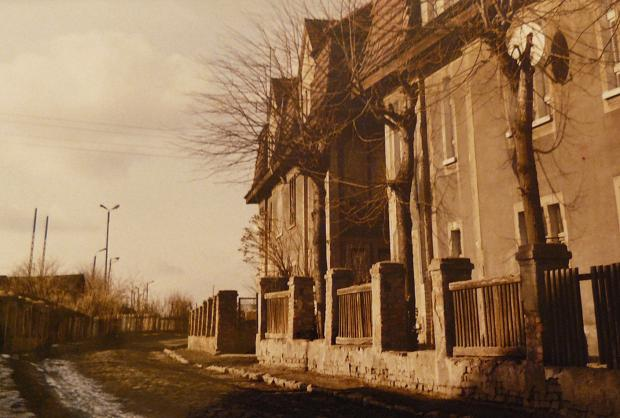
Osiedle pracownicze w latach 90. XX wieku

Wielkopolska Huta Miedzi – huta miedzi funkcjonująca w Poznaniu, na Rudniczem (ul. Wykopy) w latach 1920–1921.

## Historia
Zakład został zbudowany w rekordowym czasie 9 miesięcy przez Towarzystwo Akcyjne Huta Miedzi na terenach odkupionych od gospodarza Edwarda Ephraima, który w 1919 optował na rzecz Niemiec i musiał wyjechać z Polski. Huta bazowała na silnej koniunkturze powojennej – skupywała łuski pocisków z licznych pobojowisk, celem przetopu. Dla pracowników zbudowano przy ul. Ceramicznej i Rudnicze osiedle mieszkaniowe złożone z trzech budynków (jeden z nich – niższy, mieścił dyrekcję). Okres prosperity szybko minął – już po roku zabrakło strategicznego surowca pozyskiwanego z łusek. Zaniechano jednocześnie przestawienia zakładu na szwedzką rudę miedzi. Huta zbankrutowała, a dyrektor popełnił samobójstwo. Budynki przejęło państwo. Po II wojnie światowej istniały w tym miejscu zakłady drobiarskie.